# シルバークイーン (3代)
シルバークイーンは、川崎近海汽船が運航していたフェリー。

## 概要
シルバークイーン2の代船として三菱重工業下関造船所で建造され、1997年9月に八戸 - 苫小牧航路に就航。
八戸13時発（苫小牧20時15分着）、苫小牧23時59分発（翌7時30分着）の便に就航していた。
2015年には室蘭 - 宮古航路の開設検討に関連し室蘭港フェリーターミナルに試験寄港を行った。2018年には「シルバーティアラ」就航に伴って4月24日に通常運航を一旦終了し、5月11日から6月19日にかけて苫小牧航路3隻のドック入り時の代船として用いた後、6月22日に室蘭 - 宮古航路に転属した。建造から年数が経過し償却が進んでいるものの、新航路開設にあたりリスク低減を図るべく本船が新航路に入れられる事となった。
2018年10月6日からは輸送実績の低調に伴い室蘭発便に八戸寄港を追加し運休日なしの1日1往復から週6往復の運航となり、2020年4月1日からは宮古港への寄港を休止し八戸 - 室蘭航路での運航となったが、2022年1月31日室蘭発便を以て航路休止となり、それと同時に営業航海を終了した。
2022年2月9日、川崎近海汽船は本船を非公表の海外第三者法人に約8億5000万円で譲渡することを決定した。譲渡時期は2022年3月。
就航航路
- 八戸港 - 苫小牧港（1997年9月 - 2018年6月19日）
- 宮古港 - 室蘭港（2018年6月22日 - 2018年10月5日）
- 室蘭港 - 八戸港 - 宮古港（2018年10月6日 - 2020年3月31日 八戸は上り便のみ寄港）
- 八戸港 - 室蘭港（2020年4月1日 - 2022年2月1日）

## 外観
船体側面のラインカラーはブルー＋グレーである。当初は上のブルーラインがファンネル下付近、下のグレーラインが船尾付近まで伸びた形で船尾のグレーライン上に「Silver Ferry」のグレーのロゴが大書されていたが、2012年には同年に就航した「シルバープリンセス」に準じた形に塗り替えられ上のブルーラインが水色になりブルー・グレー両ラインとも船尾付近までの長さとなり、ブルーラインの中に白抜きで小さく「Silver Ferry」の新ロゴが書かれている。

## 船内
旅客サービスの集約化・モーダルシフトに対応したドライバー設備のグレードアップ・荷役効率向上等に配慮された設備として多様な客室、エントランスをベースとした公室、気軽・手軽な食事を提供するオートレストラン、甲板間の迅速な移動のためのエレベーターが設置された。

### 船室
Aデッキ
- 特等室 - 2名×5室、浴室・トイレ・洗面台付
- 2等室 - 99名×1室

Bデッキ
- 1等洋室 - 4名×17室、二段ベッド、洗面台付
- 1等和室 - 4名×5室
- 2等寝台（2018年4月25日より「2等寝台B」） - 18名×2室、24名×1室 2段ベッド
- 2等室 - 19・31・40・55名 各1室
- ドライバーズルーム - 56室（80名）

### 設備
コンパスデッキ
- 展望浴室

Aデッキ
- ゲームコーナー
- オートレストラン

Bデッキ
- エントランスホール
- 案内所・売店
- 自動販売機コーナー
- ドライバーサロン
- ドライバー浴室

## トピックス
2015年7月31日、八戸港から苫小牧港へ航行中、苫小牧沖で火災が発生したさんふらわあ だいせつの救助活動に参加、乗客39人を救助した。また、非番で乗り合わせていた十和田地域広域事務組合消防本部の隊員8名が、救助者の人数や氏名を集計、負傷の有無を確認するなど救助活動に協力した。同社のRORO船北王丸や新日本海フェリーのすずらんも救助活動に参加している。
2020年2月、新型コロナウイルス感染防止のため2月12日から2月29日の間、運休し､防衛省要請に応え、横浜港での自衛隊支援に当たることを発表した。
クルーズ船「ダイヤモンド・プリンセス」の防疫措置に対応した自衛官の拠点や宿泊施設として「はくおう」と共に近隣に接岸され使用された。